# Life in Hell
Life in Hell (engl. Leben in der Hölle) war ein wöchentlicher Comic-Strip des US-amerikanischen Zeichners Matt Groening, der in zahlreichen internationalen Zeitungen veröffentlicht wurde. Seit 2007 lautete der Titel des Strips Life is Swell (engl. Das Leben ist großartig).

## Produktion und Veröffentlichungsgeschichte

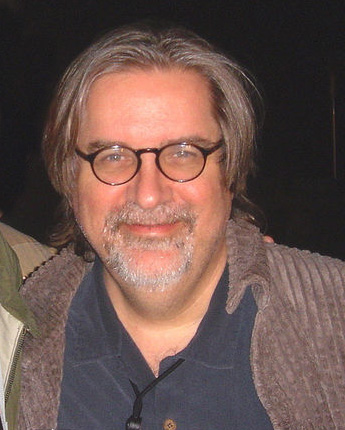
Matt Groening, Schöpfer von Life in Hell

Matt Groening erfand Life in Hell im Jahr 1977. Ursprünglich waren die Cartoons nur für seine Freunde bestimmt, denen er auf diese Weise seinen Alltag in Los Angeles näherbringen wollte. Später verkaufte er Kopien des Comics in einer Ecke des Plattenladens, in dem er damals arbeitete.
Im September 1978 wurde Life in Hell erstmals in einer Zeitung, dem avantgardistischen Wet Magazine, veröffentlicht. Schon bald erfreuten sich die absurden und skurrilen Geschichten einer großen Beliebtheit in der Untergrund- und Künstlerszene von Los Angeles. Ab 1980 erschien der Comic in der alternativen Wochenzeitung Los Angeles Reader.
1984 schlug Deborah Caplan, Groenings damalige Freundin, vor, Life in Hell in Buchform auf den Markt zu bringen. Vom ersten Band, Love is Hell (1986), einer Sammlung von Comic-Strips zum Thema Liebe, verkauften sich rund 22.000 Exemplare.
Ein Jahr später wurde der Hollywood-Produzent James L. Brooks auf den Cartoon aufmerksam und beauftragte Groening mit der Entwicklung einer Zeichentrickserie. Aus Angst vor einem möglichen Misserfolg und dem Verlust seiner Rechte an den Figuren entschied sich Groening jedoch gegen eine Zeichentrick-Version von Life in Hell und erschuf stattdessen die Simpsons.
Der Comic erschien in bis zu 380 Zeitungen auf der ganzen Welt, zuletzt jedoch in weniger als 40. Am 15. Juni 2012 erschien mit dem 1669. Strip der vorerst letzte der Serie.
Bisher wurden nur vier Comics aus den 1980er Jahren ins Deutsche übertragen, da der sehr spezielle Wortwitz der Serie nur schwer übersetzt werden kann (nach bisherigem Stand nicht mehr käuflich zu erwerben, aber entleihbar, z. B. in der Dresdner Bibliothek). Titel: Arbeit ist die Hölle, Jungsein ist die Hölle, Liebe ist die Hölle, Leben in der Hölle.

## Charaktere
- Der verbitterte Hase Binky
- Die Häsin Sheba, Binkys Freundin (seit 1981)
- Der einohrige Hase Bongo, Binkys unehelicher Sohn (seit 1983)
- Die Zwillinge Akbar und Jeff, ein homosexuelles Paar (seit 1984)
- Gooey, Screwy und Ratatouille, Akbar und Jeffs Neffen

Auch Matt Groening sowie seine Söhne Will und Abe kommen häufig in den Geschichten vor (in Hasengestalt).

## Stil und Inhalte
Die Comics sind sehr einfach und abstrahiert gezeichnet und vom Stil her am ehesten mit Groenings späterer Schöpfung, den Simpsons, zu vergleichen. Life in Hell umfasst ein sehr breites Spektrum an Themen (Liebe, Einsamkeit, Schule, Berufsleben etc.), die häufig in Form eines Monologs behandelt werden. Die Cartoons sind sehr textlastig, während die Handlung kaum eine Rolle spielt. Viele der Geschichten beruhen auf einem autobiografischen Hintergrund.
Der Humor des Comics ist schwarz, sarkastisch und sozialkritisch. Häufig bezieht Groening zu aktuellen Ereignissen (wie zum Beispiel dem Golfkrieg von 1991) Stellung oder kritisiert politische Entscheidungsträger (vor allem Ronald Reagan, George Bush und die Republikanische Partei im Allgemeinen). Hin und wieder fließen auch Elemente des Surrealismus und des Dadaismus in die Cartoons mit ein.